# 排斥法案

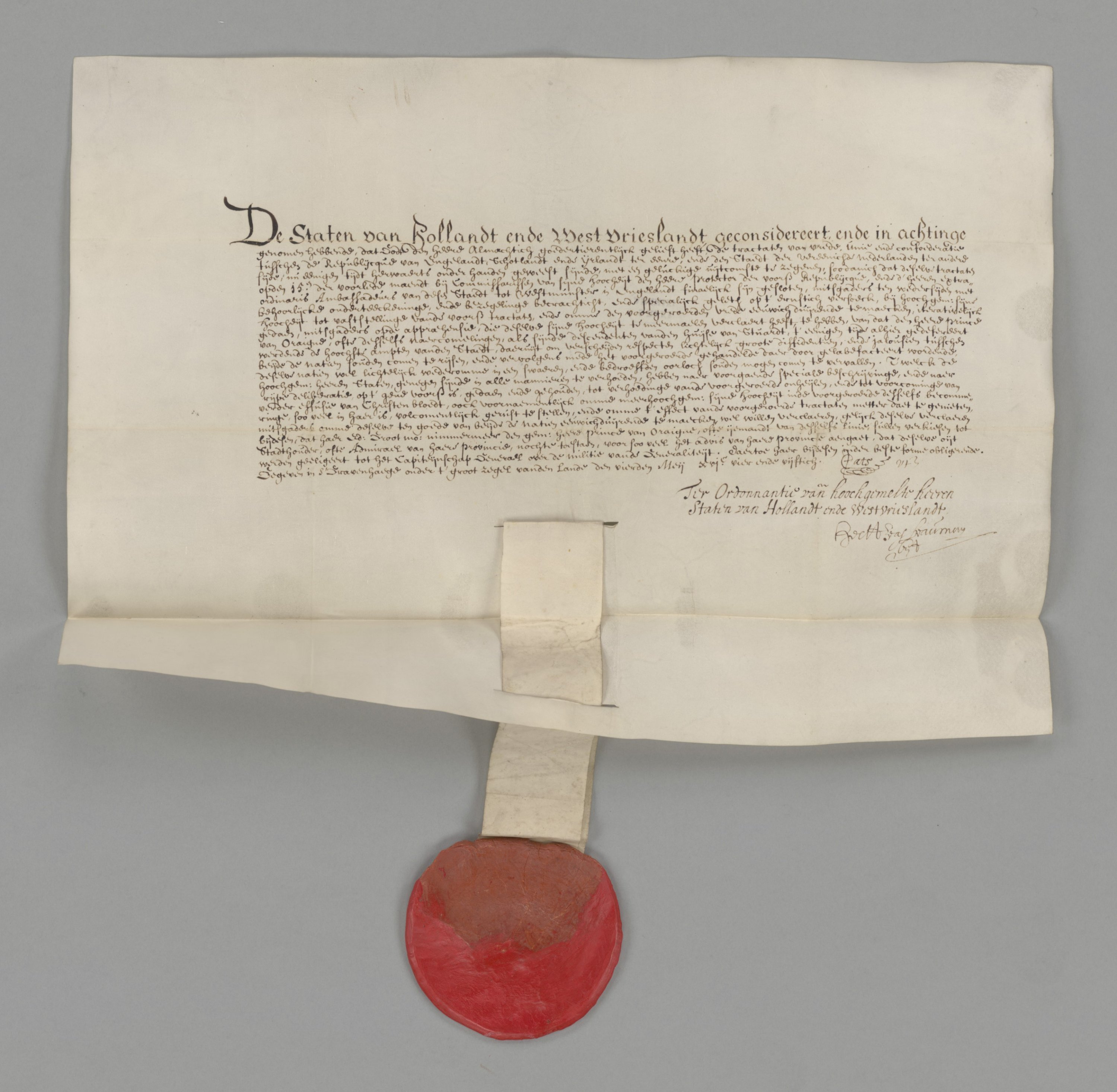
排斥法案原件

《排斥法案》（荷蘭語：Akta van Seclusie）是荷兰省议会于1654年通过的一项宪制性立法。该法案作为《威斯敏斯特和约》（英吉利共和国与联省共和国结束第一次英荷战争的和约）的秘密附件，明确禁止奥兰治亲王威廉三世（即后来的英国“光荣革命”君主威廉三世）成年后担任联省共和国执政官（Stadtholder）职务。“排斥”（Seclusion）在此特指一种政治孤立状态——即通过制度性手段将特定家族排除于权力核心之外，此处指尼德兰共和派对奥兰治家族的排斥。此举标志着尼德兰共和派在第一次无执政时期对奥兰治家族的权力排斥达到顶峰。

## 背景
1650年11月6日，奥兰治亲王兼联省共和国执政官威廉二世因天花猝然离世，然逝世前其遗腹子威廉三世尚未降生。这一权力真空为荷兰共和派提供了历史性契机。荷兰省议会迅速通过决议，宣布永久空缺本省执政官职位，并冻结奥兰治家族的政治特权。此举标志着第一次无执政时期（1650–1672年）的正式启动，开启了荷兰史上最激进的共和主义政治时期。

1651年1月，联省共和国七省代表齐聚海牙召开大议会（Grote Vergadering），以荷兰省为核心的摄政派（States Party Regenten）占据主导地位，其核心人物包括阿姆斯特丹商业寡头德·赫拉夫兄弟——科内利斯（Cornelis de Graeff）与安德里斯（Andries de Graeff），以及他们的表亲比克家族的安德里斯·比克（Andries Bicker）与科内利斯·比克（Cornelis Bicker）。这些共和派领袖多出身城市商业贵族，他们主张削弱奥兰治家族的军事集权传统，建立以省议会为核心的联邦制治理体系。大议会最终通过决议，将执政官职位排除于五省行政体系之外宣布共和国不再设置统一的军队，各省的防务自己负责，仅允许弗里斯兰与格罗宁根保留奥兰治旁系成员担任象征性职务。

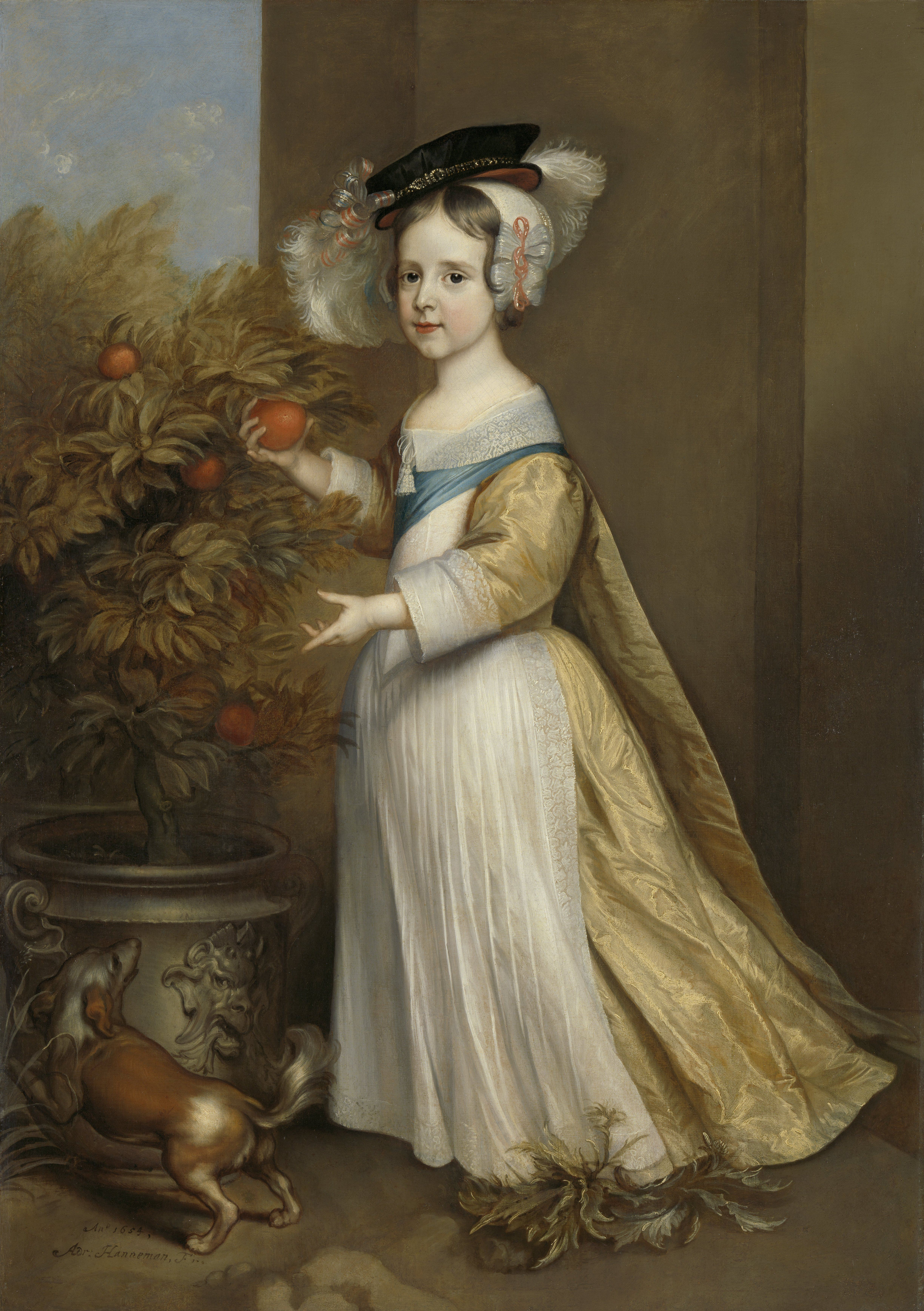
1654年的威廉三世

此外，这一时期的第一次英荷战争（1652–1654）以尼德兰的战略失败告终。作为战败条件的《威斯敏斯特条约》不仅迫使联省共和国向英格兰做出多项贸易让步，还通过秘密条款强化了共和派对奥兰治派的压制。荷兰大议长（Grand Pensionary）约翰·德·维特与英国护国公奥利弗·克伦威尔达成默契：前者承诺削弱国内奥兰治派摄政集团，后者则放弃对斯图亚特王朝复辟的支持。此举使年仅四岁的威廉三世（其母玛丽公主为英国查理一世之女和查理二世之妹）彻底丧失政治影响力——英国共和派担忧，若威廉成年后掌权，可能利用血缘纽带助斯图亚特家族重夺英国王位。

## 法案实施
为避免其他省份知悉该秘密条款后拒绝签署《威斯敏斯特条约》，约翰·德·维特精心设计，使该条款仅对荷兰省议会（States of Holland）具有约束力。联省总议会（States-General of the Netherlands）与弗里斯兰全权代表阿拉特·彼得·范·容厄斯塔尔（Allart Pieter van Jongestall）对此毫不知情，仅有荷兰省两名谈判代表——希罗尼穆斯·范·贝弗宁（Hieronymus van Beverningh）与威廉·尼厄普特（Willem Nieupoort）——掌握内幕。1654年4月22日，联省总议会在未审阅秘密附件的情况下批准了条约。
《排斥法案》的核心策划者是共和派的代表德·维特及其叔父科内利斯·德·赫拉夫（Cornelis de Graeff）。1654年5月4日，荷兰省议会就该法案展开激烈辩论。尽管遭遇贵族院（ridderschap，拥有1票表决权）与六个城市代表（各1票）的强烈反对，法案仍以微弱优势通过。至此，英国签署方奥利弗·克伦威尔才依约批准条约（含秘密条款）。德·维特为促成法案批准付出了极大政治代价。弗里斯兰执政委员会（Gedeputeerde Staten）甚至要求彻查荷兰谈判代表的越权行为，指控其背叛联省共和原则。

## 后果
《排斥法案》于1654年因德·维特的秘书范·梅瑟姆（Van Messem）泄密而曝光，外界普遍猜测这是德·维特本人精心策划的权谋。然而，19世纪对其秘密信函的考证显示，这位共和派领袖实为被迫卷入这场政治漩涡。当代研究进一步提出新解：德·维特可能因担忧机密文件落入政敌之手，刻意篡改相关记录以自保，使得事件真相至今仍存疑云。
1660年英国王政复辟，查理二世重登王座。荷兰省议会随即宣布《排斥法案》自动失效，理由是该法案最初是与已不存在的英格兰联邦（即克伦威尔的共和国）政府缔结的。随着斯图亚特王朝复辟，继续压制与英国王室有血亲的奥兰治家族已失去战略价值。1667年，德·维特派系乘势推出《永久敕令》，试图将奥兰治家族永久排除于权力体系之外。但历史的讽刺在于，仅仅五年后的1672年“灾难年”，面对法军势如破竹的入侵，荷兰省议会不得不紧急废除敕令，拥立22岁的威廉三世为陆海军统帅。更具戏剧性的是，这位曾被共和派全力压制的奥兰治亲王，最终在1688年发动光荣革命，将其舅父詹姆斯二世赶下英国王座，亲手终结了斯图亚特王朝的绝对君主制。